# دراسات جينية على السنهاليين

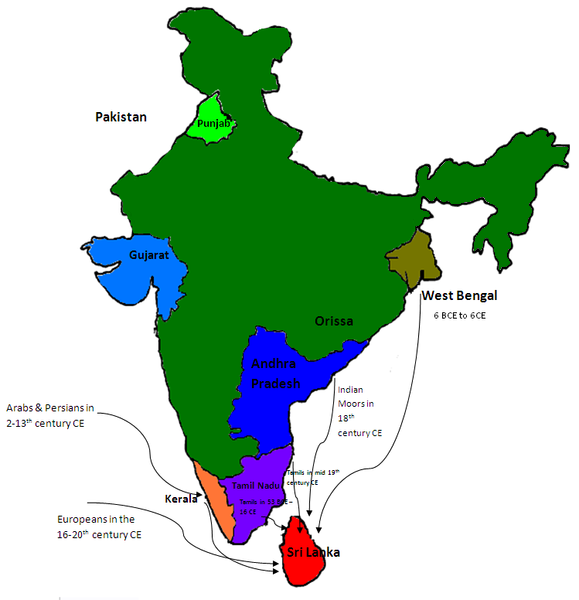
طرق الهجرة المفترضة لأسلاف السنهاليين والمجموعات العرقية الأخرى إلى سريلانكا.

الدراسات الجينية على السنهاليين هي جزء من علم الوراثة السكانية الذي يبحث في أصول السكان السنهاليين .
تتفق جميع الدراسات على أن هناك علاقة مهمة بين السنهاليين والبنغاليين والتاميل، وأن هناك علاقة وراثية مهمة بين التاميل السريلانكي والسنهالي، فهما أقرب إلى بعضهما البعض من سكان جنوب آسيا الآخرين. ويدعم ذلك أيضًا دراسة المسافة الجينية، والتي أظهرت اختلافات منخفضة في المسافة الجينية بين السنهاليين والمتطوعين البنغاليين والتاميل والكراليت.

## العلاقة مع البنغاليين

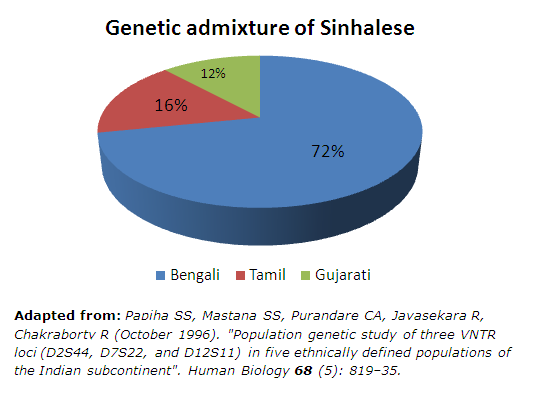
الخلطة الجينية 26526 للسنهالية للدكتور ساها بابيها